# Villeneuve-lès-Béziers
Villeneuve-lès-Béziers è un comune francese di 3 980 abitanti situato nel dipartimento dell'Hérault nella regione dell'Occitania.

## Società

### Evoluzione demografica
Abitanti censiti